# David Mitogo
David Mitogo, nome completo David Edú García Mitogo (Bata, 18 maggio 1990 – A Arnoia, 23 maggio 2023), è stato un calciatore equatoguineano, di ruolo attaccante.

## Carriera

### Club
Ha giocato nella massima serie maltese e tra la terza e la quinta divisione spagnola.

### Nazionale
Tra il 2010 e il 2016 ha giocato 6 partite con la nazionale equatoguineana.

## Statistiche

### Cronologia presenze e reti in nazionale
| Cronologia completa delle presenze e delle reti in nazionale ― Guinea Equatoriale | Cronologia completa delle presenze e delle reti in nazionale ― Guinea Equatoriale | Cronologia completa delle presenze e delle reti in nazionale ― Guinea Equatoriale | Cronologia completa delle presenze e delle reti in nazionale ― Guinea Equatoriale | Cronologia completa delle presenze e delle reti in nazionale ― Guinea Equatoriale | Cronologia completa delle presenze e delle reti in nazionale ― Guinea Equatoriale | Cronologia completa delle presenze e delle reti in nazionale ― Guinea Equatoriale | Cronologia completa delle presenze e delle reti in nazionale ― Guinea Equatoriale |
| Data                                                                              | Città                                                                             | In casa                                                                           | Risultato                                                                         | Ospiti                                                                            | Competizione                                                                      | Reti                                                                              | Note                                                                              |
| --------------------------------------------------------------------------------- | --------------------------------------------------------------------------------- | --------------------------------------------------------------------------------- | --------------------------------------------------------------------------------- | --------------------------------------------------------------------------------- | --------------------------------------------------------------------------------- | --------------------------------------------------------------------------------- | --------------------------------------------------------------------------------- |
| 12-10-2010                                                                        | Malabo                                                                            | Guinea Equatoriale                                                                | 0 – 2                                                                             | Botswana                                                                          | Amichevole                                                                        | -                                                                                 |                                                                                   |
| 9-6-2012                                                                          | Malabo                                                                            | Guinea Equatoriale                                                                | 2 – 2                                                                             | Sierra Leone                                                                      | Qual. Mondiali 2014                                                               | -                                                                                 | 67’ 81’                                                                           |
| 25-3-2016                                                                         | Bamako                                                                            | Mali                                                                              | 1 – 0                                                                             | Guinea Equatoriale                                                                | Qual. Coppa d'Africa 2017                                                         | -                                                                                 | 85’                                                                               |
| 28-3-2016                                                                         | Malabo                                                                            | Guinea Equatoriale                                                                | 0 – 1                                                                             | Mali                                                                              | Qual. Coppa d'Africa 2017                                                         | -                                                                                 |                                                                                   |
| 12-6-2016                                                                         | Cotonou                                                                           | Benin                                                                             | 2 – 1                                                                             | Guinea Equatoriale                                                                | Qual. Coppa d'Africa 2017                                                         | -                                                                                 | 45+1’                                                                             |
| 11-10-2016                                                                        | Beirut                                                                            | Libano                                                                            | 1 – 1                                                                             | Guinea Equatoriale                                                                | Amichevole                                                                        | -                                                                                 | 89’                                                                               |
| Totale                                                                            |                                                                                   | Presenze                                                                          | 6                                                                                 |                                                                                   | Reti                                                                              | 0                                                                                 |                                                                                   |